# Prehistorický ledový muž
Prehistorický ledový muž (v anglickém originále Prehistoric Ice Man) je osmnáctý díl druhé řady amerického komediálního animovaného televizního seriálu Městečko South Park. 

## Děj
Stan, Kyle, Eric a Kenny sledují v televizi Stevea Irwina, jak bojuje s krokodýly, a jdou ven ho napodobit. Ve sněhové jámě najdou zmzlého muže, kterého se ujme Dr. Mephesto. Muž je Kylem pojmenován Steve, i když se ve skutečnosti jmenuje Larry. Muže rozmrazí a zjistí, že zamrzl v roce 1996. Kyle se Stanem se stále hádají, kdo ho objevil. Dr. Mephesto z nepochopitelných důvodů Larrymu nerozumí, i když mluví stejným jazykem, a využívá coby překladač Stana. 
Dr. Mephesto ho drží dál ve své laboratoři a pouští lidi se na něj podívat. Navštíví ho neznámí muži, kteří se vydávají za univerzitní profesory, ale ve skutečnosti ho chtějí zneužít k vojenským cílům. Stan a Kyle se do laboratoře v noci vloupají a Larryho propustí. 
Larry se vrací za manželkou, ale ta už žije s jiným mužem, a proto se pokouší znovu zmrazit hadicí s vodou. Stan a Kyle ho najdou a poví mu o městu Des Moines, kde je všechno 2 roky pozadu. Dr. Mephesto a „vědci“ ho stále hledají a s lovením se k nim přidá i Steve Irwin. 
Larry se rozhodne do Des Moines odstěhovat a nastupuje na vlak, který ho tam přepraví. Steve Irwin stihne vlak a snaží se ho polapit. Před vlak se postaví helikoptéra se spolupracovníkem „profesorů“ a vlak do něj nabourá a zastaví. Tím, že vlak zastaví, Steve Irwin dopadá na rotující plochu, což ho rozemele na kusy. Larry ukradne neporušený vrtulník a přiletí do Des Moines. 
Dr. Mephesto na něj volá, že nedokáže přežít, pochybní profesoři přiznají, že ho chtěli převézt do Švédska, ale svůj úmysl vzdávají a Kyle uznává, že ho opravdu našel Stan. Kyle a Stan se nakonec udobří a stanou se znovu nejlepšími přáteli. Ericovi, který byl při jejich hádání jejich nejlepší přítel, to nevadí a soustředí se na lovení krokodýlů. Myslí si, že králem krokodýlů je obyčejná kráva, a přiblíží se k ní. Kráva ho však zasedne a Ericova hlava uvízne v kravském zadku.